# جزایر اقیانوس آرام

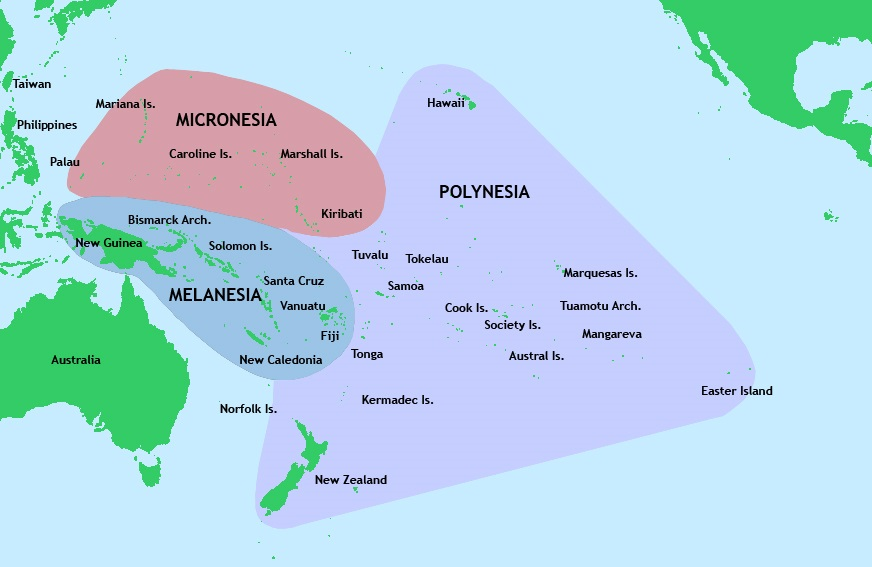
سه منطقه اصلی جزایر پاسیفیک.

جزایر پاسیفیک یا جزایر اقیانوس آرام عنوانی است برای مجموعه وسیعی از جزیره‌هایی که در اقیانوس آرام قرار دارند. جزایر پاسیفیک بر حسب گروه‌های جزیره‌ای (مجمع‌الجزایر) یا واحد سیاسی دسته‌بندی می‌شوند. از نظر زمین‌شناسی، بسیاری از آن‌ها به شکل آبسنگ هستند.

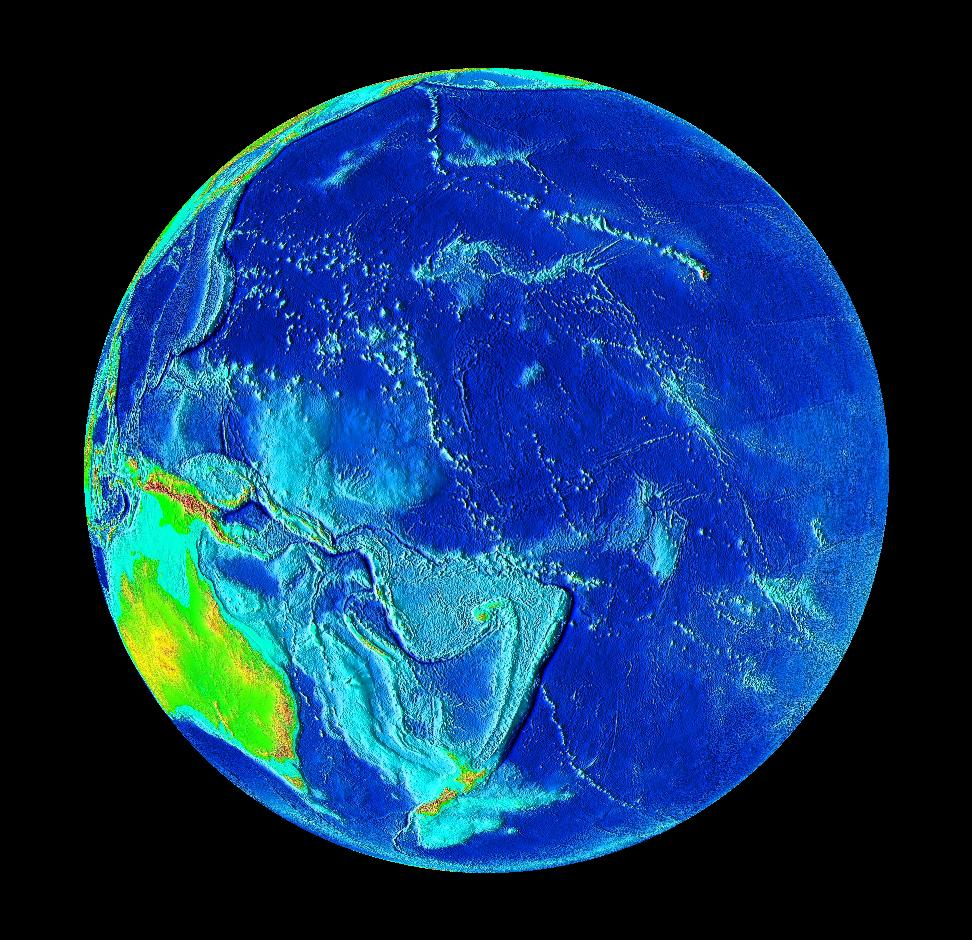
اقیانوس آرام

## جزایر بزرگ
فهرست جزایر وسیع اقیانوس آرام در جدول زیر آمده است.
| Name          | Area (km2) | Country or Countries    | Population  | Population Density | Notes |
| ------------- | ---------- | ----------------------- | ----------- | ------------------ | ----- |
| گینه نو       | ۷۸۵٬۷۵۳    | اندونزی و پاپوآ گینه نو | ۷٬۵۰۰٬۰۰۰   | ۹٫۵۴۴              |       |
| هنشو          | ۲۲۷٬۹۶۰    | ژاپن                    | ۱۰۳٬۰۰۰٬۰۰۰ | ۴۵۱٫۸              |       |
| سولاوسی       | ۱۷۴٬۶۰۰    | اندونزی                 | ۱۸٬۴۵۵٬۰۰۰  | ۱۰۵٫۷              |       |
| جزیره جنوبی   | ۱۴۵٬۸۳۶    | نیوزلند                 | ۱٬۰۳۸٬۶۰۰   | ۷٫۱۲۲              |       |
| جزیره شمالی   | ۱۱۱٬۵۸۳    | نیوزلند                 | ۳٬۳۹۳٬۹۰۰   | ۳۰٫۴۲              |       |
| لوزون         | ۱۰۹٬۹۶۵    | فیلیپین                 | ۴۸٬۵۲۰٬۰۰۰  | ۴۴۱٫۲              |       |
| میندانائو     | ۱۰۴٬۵۳۰    | فیلیپین                 | ۲۵٬۲۸۱٬۰۰۰  | ۲۴۱٫۹              |       |
| تاسمانی       | ۹۰٬۷۵۸     | استرالیا                | ۵۱۴٬۷۰۰     | ۵٫۶۷۱              |       |
| هوکایدو       | ۷۷٬۹۸۱     | ژاپن                    | ۵٬۴۷۴٬۰۰۰   | ۷۰٫۲               |       |
| ساخالین       | ۷۲٬۴۹۳     | روسیه                   | ۵۸۰٬۰۰۰     | ۸٫۰۰۱              |       |
| تایوان        | ۳۵٬۸۸۳     | تایوان                  | ۲۳٬۰۰۰٬۰۰۰  | ۶۴۱                |       |
| کیوشو         | ۳۵٬۶۴۰     | ژاپن                    | ۱۳٬۲۳۱٬۰۰۰  | ۳۷۱٫۲              |       |
| هاینان        | ۳۵٬۴۰۰     | چین                     | ۸٬۹۰۰٬۰۰۰   | ۲۵۱٫۴              |       |
| بریتانیای نو  | ۳۵٬۱۴۵     | پاپوا گینه نو           | ۵۱۳٬۹۲۶     | ۱۴٫۶۲              |       |
| جزیره ونکوور  | ۳۱٬۲۸۵     | کانادا                  | ۷۵۹٬۳۶۶     | ۲۴٫۲۷              |       |
| شیکوکو        | ۱۸٬۸۰۰     | ژاپن                    | ۴٬۱۴۱٬۹۵۵   | ۲۲۰٫۳              |       |
| نیو کالیدونیا | ۱۶٬۶۴۸     | فرانسه                  | ۲۰۸٬۷۰۹     | ۱۲٫۵۴              |       |
| پالاوان       | ۱۲٬۱۸۹     | فیلیپین                 | ۴۳۰٬۰۰۰     | ۳۵٫۲۸              |       |
| ویتی لوو      | ۱۰٬۵۳۱     | فیجی                    | ۶۰۰٬۰۰۰     | ۵۶٫۹۷              |       |
| هاوایی        | ۱۰٬۴۳۴     | ایالات متحده آمریکا     | ۱۸۵٬۰۷۹     | ۱۷٫۷۴              |       |

## ساموآی آمریکا
- ساموآی آمریکا (ایالات متحده)
  - آئونو
  - اوفو
  - اولوسگا
  - آب‌سنگ حلقوی رز

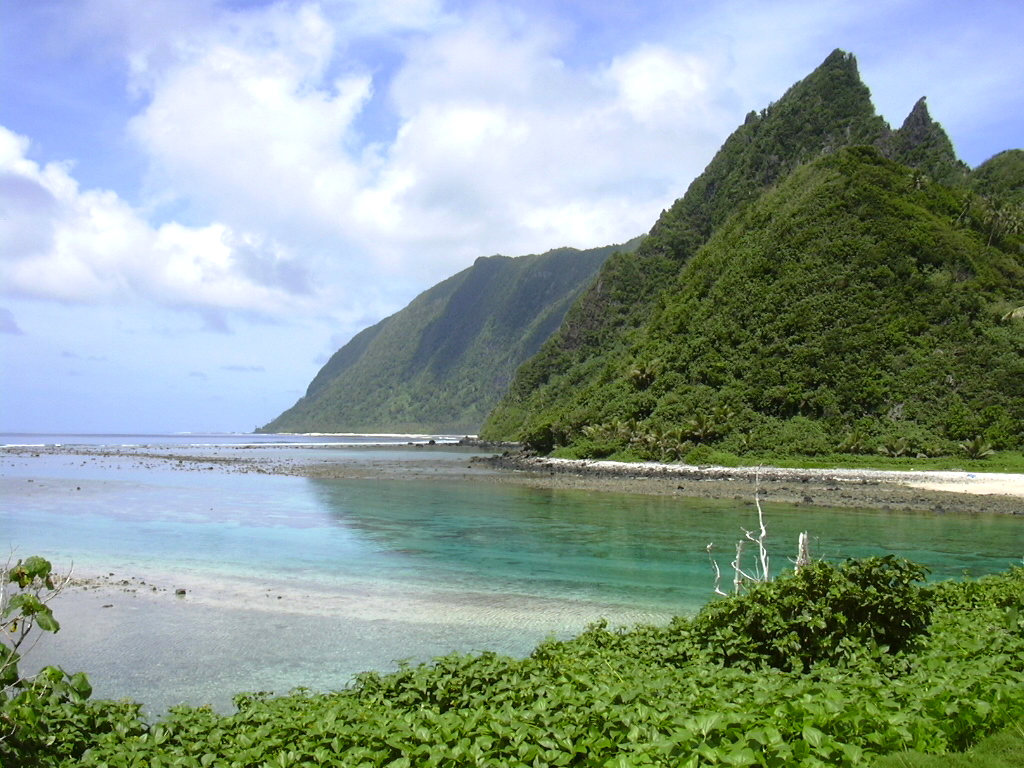
ساموآی آمریکا

  - جزیره سواینس (اولوسنگا، اولوهگا) (مورد مناقشه)
  - تاو
  - توتوئیلا

## جزیره بیکر
- جزیره بیکر (ایالات متحده)

## جزایر کارولین
- جزایر کارولین (ایالات فدرال میکرونزی)

## جزایر چتهم
- جزایر چاتام (زلاند نو)
  - جزیره چتهم
  - جزیره پیت

## جزیره کلیپرتون
- جزیره کلیپرتون (فرانسه)

## جزایر کوک

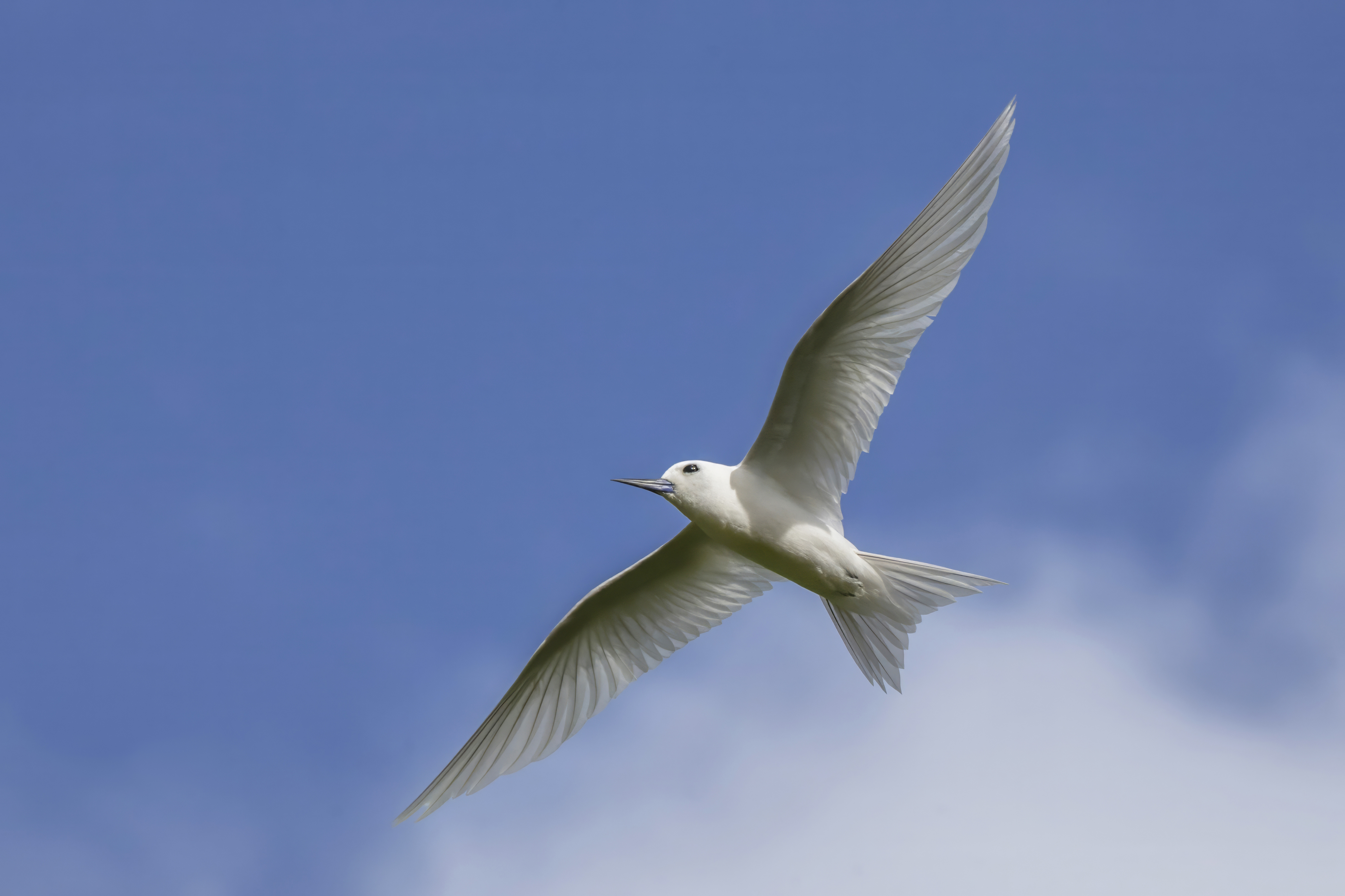
پرستودریایی سفید که به نام تِرن برفی نیز شناخته می‌شود، یک پرنده دریایی است که بومی مناطق گرمسیری اقیانوس آرام است. این پرنده به دلیل پرهای کاملاً سفید و پرواز نرم‌اش، مشهور است و اغلب در سواحل جزایر اقیانوس آرام دیده می‌شود.

- جزایر کوک
  - آیتوتاکی
  - آتیو
  - پلمرستون
  - مانگایا
  - مانیهیکی (هامفری)
  - مانوآئه (هروی)
  - ماوکه
  - میتیارو
  - ناساو
  - پوکاپوکا (خطر)
  - راکاهانگا (رئیرسون)
  - راروتونگا
  - سووارو (انکورج)
  - تاوتئا
  - تونگاروا (پنرهین)

## جزیره ایستر

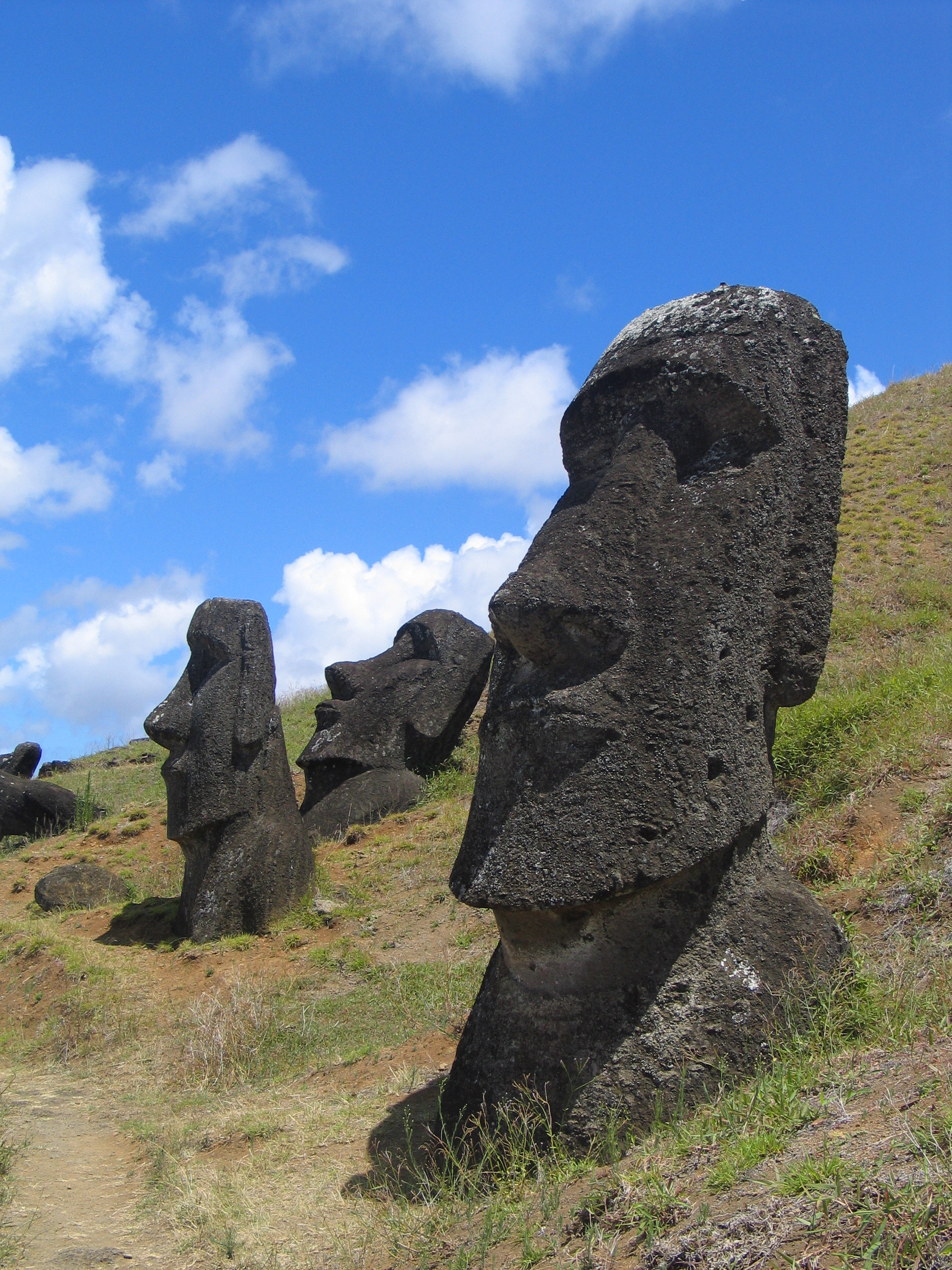
موآی‌های جزیره ایستر

- جزیره ایستر/راپا نوئی (شیلی)

## جزایر فیجی
- فیجی
  - روتوما

## پلی نزی فرانسه
- پلی نزی فرانسه (فرانسه)
  - جزایر آسترال
    - توبوآی

  - جزایر سوسایتی
    - ایل دو ون (جزایر بادگیر)
      - مورئا
      - تاهیتی
      - تتیاروئا
      - مایائو
      - مهتیا

    - ایل سو لو ون (جزایر بادپناه)
      - بورا بورا
      - هوآهینه
      - ماوپیتی
      - رایاتئا & تاها
      - توپائی
      - موپلیا (تلفظ دیگر: ماوپیها)

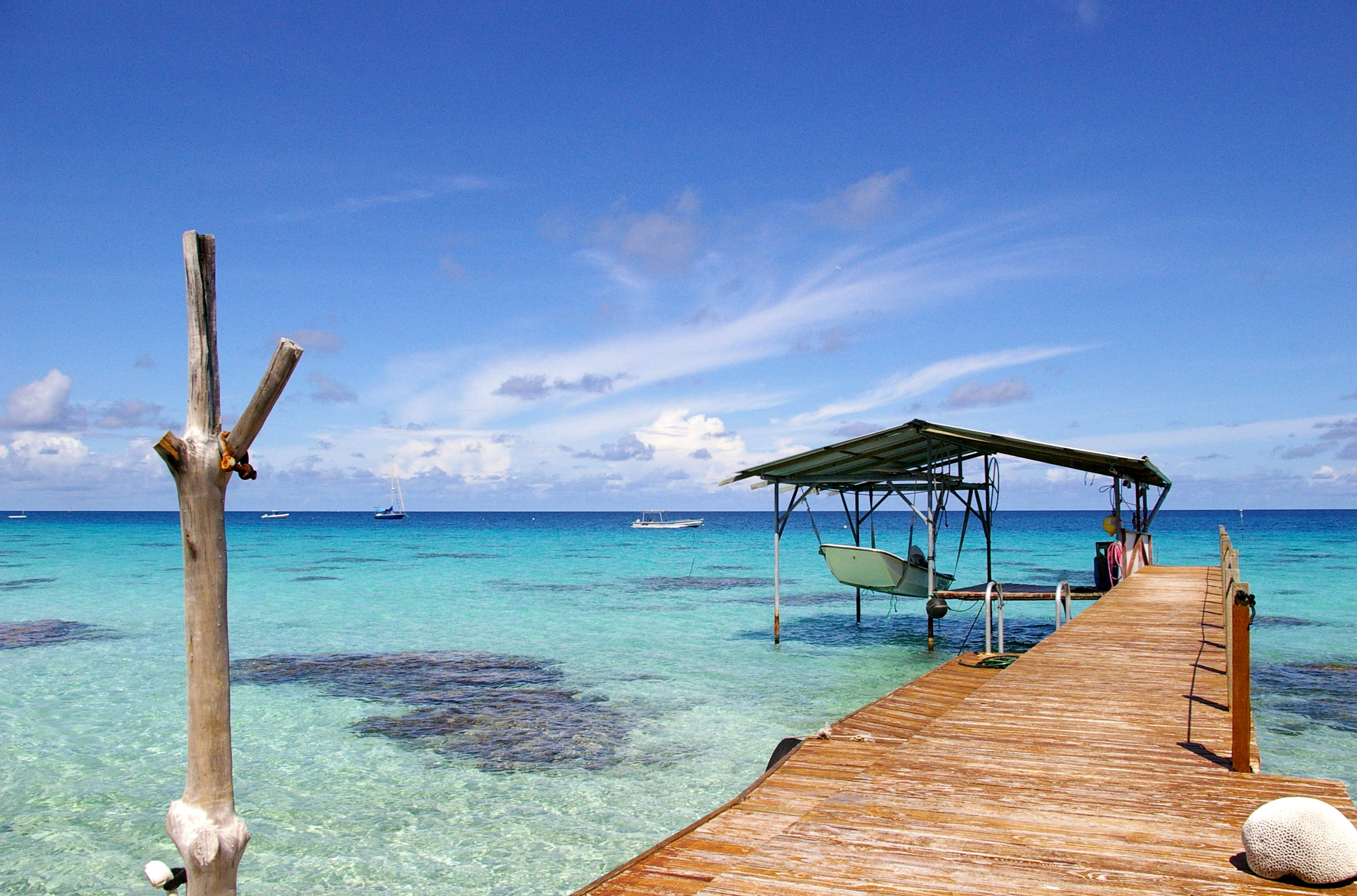
توآموتو، پلی نزی فرانسه

      - مانوآئه (نام دیگر: آبسنگ اسکیلی)
      - موتو اونه (نام دیگر: بلینگ‌هاوزن)

  - مارکوئساس
    - فاتو هیوا
    - هیوا اوآ
    - نوکو هیوا
    - تاهوآتا
    - اوآ هوکا
    - اوآ پوئو

  - توآموتوس
    - رانگیروآ
    - فاکاراوا
    - موروروآ
    - فانگاتائوفا

  - جزایر گامبیر
    - مانگاروا
- جزایر گیلبرت (کیریباتی)

## جزایر هاوایی
- جزایر هاوایی (ایالات متحده)
  - جزایر اصلی
    - هاوایی
    - کاهولاوی
    - کائوآئی
    - لانائی
    - مائوئی
    - مولوکای
    - نیهاو
    - اوآهو

  - جزایر شمال غربی هاوایی
    - کائولا
    - نیهوآ
    - نکر
    - آبتل‌های فرقت فرانسوی (French Frigate Shoals)
    - گاردنر پاینکلز
    - صخره دریایی مارو
    - لایسان
    - جزیره لیسیانسکی
    - صخره دریایی پرل و هرمس
    - میدوی
    - کوره
- جزیره هاولند (ایالات متحده)
- آب‌سنگ جانستون (ایالات متحده)

## جزایر کرمادک
- جزایر کرمادک (زلاند نو)
  - جزیره ماکائولی
  - جزیره رائول

## جزایر لاین
- جزایر لاین
  - جزیره کارولین
  - جزیره فلینت (کیریباتی)
  - جزیره جارویس (ایالات متحده)
  - صخره دریایی کینگمن (ایالات متحده)
  - کیریتیماتی/جزیره کریسمس (کیریباتی)
  - جزیره ملدن (کیریباتی)
  - آبسنگ پالمیرا (ایالات متحده)
  - جزیره استارباک (کیریباتی)
  - تابوآئران/جزیره فنینگ (کیریباتی)
  - ترائینا/جزیره واشینگتن (کیریباتی)
  - تونگاروا/پنهرین (جزایر کوک)
  - جزیره وستوک (کیریباتی)

## جزایر ماریاناس
- مجمع‌الجزایر ماریانای شمالی جزایر ماریاناس (ایالات متحده آمریکا)
  - گوآم
  - مجمع‌الجزایر ماریانای شمالی
    - سایپان
    - روتا
    - تینیان
    - فارایون د پاخاروس

## جزایر مارشال
- جزایر مارشال
  - بیکینی
  - انوتاک
  - کواجالین
  - ماجورو

## ایالات فدرالی میکرونزی
- ایالات فدرالی میکرونزی (جزایر کارولین)
  - چوک (تروک)
  - پوهنپئی
  - اولیتهی
  - یاپ

## نائورو
- نائورو

## کالدونیای جدید
- کالدونیای جدید (فرانسه)
  - جزایر چسترفیلد
  - ایلوت دو موآلاژ
  - کالدونیای جدید
    - آیل آو پاینز
    - جزایر بلپ
    - کالدونیای جدید

  - جزایر لویالتی
    - باگائو
    - جزیره لیفو
    - جزیره ماره
    - جزیره اووئا
    - جزیره تیگا

## زلاند نو
- زلاند نو (نگا. جزایر زلاند نو)
  - دورویل
  - جزیره مانع بزرگ
  - جزیره کاپیتی
  - جزیره شمالی
  - جزیره جنوبی
  - جزیره استیوارت/راکیئورا
  - جزیره وایهکه

## نیووی
- نیووی

## پالائو
- پالائو
  - توبی

## پاپوا گینه نو
- پاپوا گینه نو
  - مجمع‌الجزایر بیسمارک
    - جزایر ادمیرالتی
    - بریتانیای نو
    - ایرلند نو
    - گروه سنت ماتیاس

  - بوگنویل
  - جزایر دانتراکاستو
  - مجمع‌الجزایر لوئیسیاده
  - جزایر تروبریان

## جزایر فینیکس
- جزایر فینیکس (کیریباتی)

## جزایر پیت‌کرن
- جزایر پیت‌کرن (انگلستان)

## جزایر رویاخیخدو
- جزایر رویاخیخدو (مکزیک)

## ساموآ
- ساموآ
  - ساوائیئی
  - اوپولو
  - آپولیما

## جزایر سلیمان
- جزایر سلیمان
  - بلونا
  - چویسئول
  - جزیره فلوریدا
  - گوادال‌کانال
  - مالائیتا
  - ماراماسیکه
  - جزایر نیوجرجیا
  - رنال
  - جزایر راسل
  - سان کریستوبال
  - جزایر سانتا کروز
  - سانتا ایزابل
  - جزایر شورتلند
  - سیکاینا
  - تولاگی
  - اولاوا
  - اوکی

## توکلائو
- توکلائو
  - تافو
  - فاکائوفو
  - نوکونونو
  - اولوهگا (جزایر سوینز) (مورد مناقشه)

## تونگا
- تونگا (جزایر اصل به ترتیب از شمال به جنوب)
  - نیوآفوئوئو
  - نیوآتوپوتاپو
  - جزیره واوائو
  - کائو
  - توفوآ
  - هاآپایی
  - تونگاتاپو
  - ائوآ

## تووالو
- تووالو (نگا. جزایر تووالو)
  - فونافوتی (آبسنگی با دست کم ۳۰ جزیره)
  - نانومانگا (یا نانوماگا)
  - نانومئا (آبسنگی با دست کم ۶ جزیره)
  - نیولاکیتا
  - نیوتائو
  - نوئی (آبسنگی با دست کم ۲۱ جزیره)
  - نوکوفتائو (آبسنگی با دست کم ۳۳ جزیره)
  - نوکولائه‌لائه (آبسنگی با دست کم ۱۵ جزیره)
  - وایتوپو (آبسنگی با دست کم ۹ جزیره)

## وانوآتو
- وانوآتو (نیوهبریدز؛ نگا. جزایر وانوآتو)
  - آمبریم
  - آناتوم
  - آئوبا
  - افاته
  - ارومانگو
  - اسپیریتو سانتو
  - فوتونا
  - هانتر (مورد ادعای فرانسه و وانوآتو)
  - ایل بنکس
  - ایل تورس
  - مائه‌وو
  - متیو (مورد ادعای فرانسه و وانوآتو)
  - مالاکولا
  - پنتکوته
  - تانا

## جزیره ویک
- جزیره ویک (ایالات متحده)

## والیس و فوتونا
- والیس و فوتونا (فرانسه)
  - آلوفی
  - جزیره فوتونا
  - جزیره والیس

## ساموآی غربی
- ساموآی غربی (به ساموآ نگاه کنید)

## استرالیا
- استرالیا
  - جزیره لرد هوئی
  - جزیره نورفولک
  - جزیره ویلیس
  - جزایر تنگه تورس

- - جزیره تیکومبیا